# Fokker D.III
Il Fokker D.III fu un caccia monoposto biplano prodotto dall'azienda tedesco imperiale Fokker-Flugzeugwerke negli anni dieci del XX secolo.
Progettato nel 1916 da Martin Kreutzer, entrò in servizio nei reparti della Luftstreitkräfte, la componente aerea del Deutsches Heer (l'esercito imperiale tedesco), già nelle prime fasi della prima guerra mondiale ma ben presto affiancato da modelli più efficienti.

## Storia

### Sviluppo
Durante le prime fasi della prima guerra mondiale, l'industria meccanica progredì velocemente nello sviluppo della componentistica sottoposta alle autorità militari tedesco imperiali. Nell'ambito aeronautico grande impulso si ebbe nella produzione di motori che in breve tempo, grazie all'impegno di aziende come la Oberursel, riuscì a rendere disponibili nuove unità dotate di sempre maggiore potenza.
La Fokker, avuti a disposizione i nuovi motori rotativi Oberursel U.III da 160 PS (118 kW) nominali, oltre ad utilizzarli sul monoplano E.IV adattarono il precedente caccia D.II al nuovo motore con poche modifiche, orientate soprattutto all'irrobustimento della cellula. Il prototipo che ne derivò, designato M 19, conservava quindi lo stesso aspetto del predecessore se non per la parte anteriore, a causa della diversa conformazione del motore, ora racchiuso in un diverso e più corto cofano aperto inferiormente. Dopo la valutazione, la commissione esaminatrice Idflieg lo giudicò idoneo al servizio; l'aereo ricevette la designazione ufficiale D.III e fu avviato alla produzione in serie.
La produzione totale di questa versione, che si svolse parallelamente alla versione D.II, si attestò su 153 esemplari.

### Impiego operativo
Il Fokker D.III cominciò ad essere consegnato ai reparti nel corso del 1916 ma le prestazioni offerte, leggermente migliorate rispetto ai precedenti modelli, furono ben presto superate non solo dai caccia in dotazione alle nazioni della Triplice intesa ma anche dai ricognitori biposto prodotti in patria da Albatros ed Halberstädter Flugzeugwerke.
Tuttavia alcuni degli assi dell'aviazione tedesca come Oswald Boelcke, Manfred von Richthofen ed Ernst Udet li utilizzarono con successo compiendo parte degli abbattimenti a loro accreditati nella prima parte della loro carriera.

## Descrizione tecnica
Il Fokker D.III conservava l'aspetto per l'epoca convenzionale del modello capostipite della serie, il D.I: biplano, monomotore monoposto con carrello fisso.
La fusoliera, di sezione rettangolare e realizzata in legno ricoperto di tela verniciata, era caratterizzata dal singolo abitacolo aperto destinato al pilota. Posteriormente terminava in un impennaggio classico monoderiva di forma circolare dotato di piani orizzontali completamente mobili che integravano le funzioni degli equilibratori.
La configurazione alare era biplana con ala superiore ed inferiore di ugual misura, quest'ultima leggermente spostata verso coda, collegate tra loro da due coppie di montanti per lato ed integrate da tiranti in filo d'acciaio.
Il carrello d'atterraggio era fisso, molto semplice, montato su una struttura tubolare al di sotto della fusoliera, dotato di ruote di grande diametro collegate da un asse rigido ed integrato posteriormente con un pattino d'appoggio.
La propulsione era affidata ad un motore Oberursel U.III, un rotativo 14 cilindri a doppia stella raffreddato ad aria capace di erogare una potenza pari a 160 PS (118 kW), posizionato all'apice anteriore della fusoliera racchiuso da un cofano metallico ed abbinato ad un'elica bipala in legno a passo fisso.
L'armamento consisteva in una o due mitragliatrici LMG 08/15 calibro 7,92 mm posta davanti all'abitacolo che, sincronizzata, consentiva di sparare senza conseguenze attraverso il disco dell'elica.

## Utilizzatori
Germania
- Luftstreitkräfte

 Paesi Bassi
- Luchtvaartafdeling